# ピアノ調律師
ピアノ調律師（ピアノちょうりつし、英語：pianotuner）は、ピアノの調律や保守管理を専門に行う職業である。工房で修理を手がけたり、メーカーで設計・製作に携わる者もいることからピアノ技術者（piano technician）やピアノ製造技師（piano builder）とも呼ばれる。また、古いピアノをオーバーホールによって復元させることなどから、ピアノ修復家（piano rebuilder）と呼ばれることもある。
日常的なピアノ調律以外に、メカニックの調整（ピアノ整調）や、ピアノ整音（【英】voicing 【独】Intonation）、修理、オーバーホール、修復などを行い、ピアノに関する様々な専門知識や技術を必要とする。
一般家庭や音楽教室、音楽ホールなどピアノが設置されている部屋での出張作業が多いが、同時に工房や工場などで修理や修復作業を行う者も多い。 また、防音室や消音装置、温度や湿度の管理について、ピアノの使用者の相談を受けたりアドバイスをすることもある。前述のように調律師の他、技術者や製造技師・製作家など呼び名は多々あるが、「ピアノ調律師」と呼ばれるのはピアノが設置されている出張先で調律を主とする技術的なメンテナンス業務を本業とする者に使用されることが一般的である。会社に所属している常勤の社員や、非常勤の嘱託、独立した自営業者やフリーで他の仕事と兼務する者など勤務形態は様々である。
コンサートやレコーディング時にピアノの調律、メカニックの調整や整音を演奏家の要望に対して的確にピアノへ反映し、主にコンサート会場やスタジオにおいて音作りを行うピアノ調律師のことをコンサートチューナー（Concert Tuner）と言う。しかし名称自体が曖昧な部分があり、自称を越えない場合が多々ある。

## 歴史

### 西欧
技術者または製造技師という点から見ると、ピアノが発明されたとされる1709年に遡り、バルトロメオ・クリストフォリやジルバーマンらの名が挙がるが、調律師を「出張するピアノ技術者」と考えるなら、プロイセンのフリードリヒ2世の城に出張してジルバーマン製作のピアノを大修理したと伝えられるヨハン・アンドレアス・シュタインがピアノ調律師の元祖の一人とされている。18世紀においてピアノは演奏中の調律の乱れや断弦は日常的なものであり、また構造的にもシンプルであったので、弦楽器のように奏者であるピアニストが調律・調整にあたることも珍しくなかった。19世紀の後半入り、ピアノが次々と改良され精巧なものになってくると、アクションの整調、ハンマーの整音、調律、その他複雑で精度を要する作業を演奏者の希望に応えて確実に実行するために、専門的な技術と経験を持った技術者が必要になってくる。そこでピアノ製作技師たちは調律師の養成に積極的に乗り出し、後に徒弟制度による練習生を採用するようになってきた。

### 日本
日本には1800年代末頃から西欧よりピアノが伝わり、西川虎吉や山葉寅楠らが競って純国産のピアノ製造が始まる。その前後には調律師は存在しはじめていたものと思われるが、「ピアノ調律師」という言葉が世に出たのは西川虎吉の弟子であった松本新吉（後に破門される）が1896年にだした広告といわれている。明治大正の時代の一部の上流階級の屋敷に出入りするピアノ調律師は、山高帽子に洋服姿を決め込み、人力車に乗って出かけたといわれているが、日本でピアノ調律師という専門技能者に社会的ステイタスがあたえられたのは1930年に全国ピアノ技術者協会が設立されて以降のことである。
技術者の養成は、第二次世界大戦後、ピアノ産業が復興し始める1950年頃までは徒弟制度、職業工などが一般的であったが、ピアノ製造が量産体制に移っていく1960年頃には技術者の不足を補うために集団教育が行われるようになる。

## 各国におけるピアノ調律師

### ドイツ
ドイツの手工業には職業ごとにマイスター制度があり、その中にピアノ製作マイスター（Klavierbaumeister）という資格がある。 このマイスター制度は誰でも職業資格取得のため見習い社員になることができ、楽器店やピアノ工場などに就職後、数年の実務経験を経てマイスター学校に入学できる。修了試験を終えマイスターの国家資格を取得できるが、その内容は、ピアノの調律・製作技術に関する専門的な知識や技術だけでなく、法律や一般市民法、簿記まで含まれる。 このマイスターの称号を取得することにより、楽器店やピアノ工房を経営したり、弟子（見習い社員）をとったりすることができる。

### オーストリア・スイス
ドイツのマイスター制度と同様、ピアノ技術者の資格が法的に制度化されており、少なくとも3年の研修の後、試験を受ける必要がある。 この研修はマイスターの下で行われ、試験は国家により行われる。

### フランス
フランスのピアノ技術養成機関として第一に挙げられるのは欧州音楽職業研究所（ITEM）があり、以前は国立の機関だったが現在は私立になり、フランス教育省が交付する職業適性証（CAP）の試験を準備するために重要な役割を果たしている。
- 資格レベルIII[7]
  - DMA Facture instrumentale Options Accordéon Guitare Instruments à vent Piano
- 資格レベルIV
  - BMA Technicien en facture instrumentale option pianos
- 資格レベルV
  - 職業適性証(CAP) - Accordeur de piano

CAPはドイツのマイスター制度に相当するが、仕事をするうえで必ずしも必要ではない。 CAP取得者が中心となったフランスピアノ技術者協会が組織されており、その会員であるピアノ調律師は2004年現在、約200名程度である。

### アメリカ合衆国・カナダ
ピアノ調律師になるには通常、学士号以上の取得が必要と言われているが、音楽能力を重要視するケースも多い。専門の養成機関もあるがコンピューターの発達により高性能な調律機器がある現在では、通信教育が一般的になってきている。その場合、講座修了後は経験者と共に実習を重ねることが必要になる。2005年現在、全米での調律師の数は約4,800人である。
国家による制度・資格はないが北米のピアノ調律師が中心となった組織、PTG（ピアノテクニシャンズギルド=北米ピアノ調律師協会）があり、同協会員を対象に、協会が主催するRPT試験がある。この試験を受け合格すると「RPT」の資格が得られ、登録ピアノ技術者（Registered Piano Technician）となる。ちなみにPTGの協会員（2012年現在約4,000人）はアソシエイトメンバーとされ入会試験はなく世界中の誰でも入会することができるため調律師の他にピアノ講師、ピアノ愛好家なども含まれる。

### 日本
日本国内においてピアノ調律師の職業に就くためには、ピアノメーカーなどに付属する養成機関や専門学校、音楽大学の調律科などに入り、必要な知識や技術を学ぶのが一般的である。入学する条件は養成機関や各種専門学校によりさまざまだが、一般的に音に対する感覚がすぐれていること、指が1オクターブの鍵盤に楽に届くことなどが必要とされており、他に、学科試験や適性検査、年齢制限のあるところもある。養成期間は1 - 2年で、卒業後は楽器店やピアノ工房などで経験者のもと実務経験を重ねていく。ピアノ調律師の数について正確なデータはないが、会社に所属している調律師や自営業者、フリーを合わせて2012年現在、6,000人程度と見られている。
ちなみに国家検定「ピアノ調律技能検定試験」の合格（すべての級で可）を入会の条件としている一般社団法人日本ピアノ調律師協会の会員であるピアノ調律師は2012年現在約3,000人である。

#### 資格
ピアノ調律の技能を証明する唯一の国家資格としてピアノ調律技能士があり、厚生労働省の試験指定機関である一般社団法人日本ピアノ調律師協会により実施される技能検定試験に合格した者をいう。なお、この資格がなくてもピアノ調律の仕事をすること自体は違法でないが、資格のない者が「ピアノ調律技能士」を名乗ると職業能力開発促進法により罰せられる。

#### 養成機関・学校一覧
以下はピアノ調律師養成を目的としたピアノメーカーの養成機関、および各自治体に認可された大学・専門学校である。
- ヤマハピアノテクニカルアカデミー
- カワイ音楽学園
- 国立音楽大学別科ピアノ調律
- ESPミュージカルアカデミーピアノ調律科
- 島村楽器テクニカルアカデミーピアノ調律科
- 中部楽器技術専門学校ピアノ調律科
- 京都ピアノ技術専門学校 (2018年に生徒募集を停止)

#### コンサートチューナー
コンサートチューナーという公的な資格は存在しないが、ピアノメーカーであるヤマハ、カワイ、スタインウェイ・アンド・サンズ、ベーゼンドルファー、ベヒシュタインなどが独自にグレード制度などを設け、研修を行っている。基本的にはそれらのピアノメーカーに所属しているピアノ調律師の中から、研修を重ねた者が選出されて育成される。しかし、中にはどのピアノメーカーにも属さず独自に人脈や実績を構築して行き、著名演奏家や大手の興行会社、コンサートプロモーター、レコード会社などから直接の信頼を得て、コンサートチューナーへと躍進して行く者もいる。

## 著名人物

### 日本のピアノ調律師・製造技師
- 西川虎吉：西川ピアノ創業者
- 山葉寅楠：日本楽器製造創業者[16]
- 松本新吉：松本ピアノ創業者
- 福島琢郎：東京楽器研究所創設者、東京音楽学校講師[17]
- 山葉直吉：日本楽器製造初代ピアノ部部長
- 河合小市：河合楽器製作所創業者[18]
- 広田米太郎：広田ピアノ設立者、全国ピアノ技術者協会創設の中心人物の一人
- 杵淵直都：全国ピアノ技術者協会創設の中心人物の一人
- 沢山清次郎：外国ピアノ商会設立者
- 中谷孝男：国立音楽大学講師、全国ピアノ技術者協会創設の中心人物の一人[19] ミュージシャン細野晴臣の母方の祖父
- 大橋幡岩：大橋ピアノ研究所創設者
- 竹内友三郎：帝国劇場専属の調律師[20]
- 西村武：国立音楽大学附属楽器研究所所長
- 斎藤義孝：斎藤ピアノ調律所創設者[21]
- 宇都宮信一：NHKドラマ「四季・ユートピアノ」に出演[22]
- 田中信男：日本ピアノ調律師協会初代会長
- 杵淵直知：桐朋学園、NHKホールなどの専属調律師[23]
- 辻文明：ヤマハコンサートグランドピアノCFIIIの開発者
- 村上輝久：ヤマハのピアノ調律師として、リヒテルやミケランジェロを担当[24]
- 鈴木嘉和：通称風船おじさん。

### 日本以外のピアノ調律師・製造技師
- バルトロメオ・クリストフォリ：ピアノを発明したとされている人物
- ゴットフリート・ジルバーマン：ピアノ誕生期の楽器製作者
- アントン・ワルター：ピアノ誕生期の楽器製作者
- ジョン・ブロードウッド：ブロードウッズ・アンド・サンズ創業者
- イグナーツ・ベーゼンドルファー：ベーゼンドルファー創業者
- ヘンリー・スタインウェイ：スタインウェイ・アンド・サンズ創業者
- カール・ベヒシュタイン：ベヒシュタイン創業者
- フランツ・モア：ホロヴィッツやルービンシュタインなどのパートナーを務める
- チェーザレ・アウグスト・タローネ（it）：コルトー、エドウィン・フィッシャー、ミケランジェリらの調律を担当

## ピアノ調律師が登場する作品
- ピアノマニア
- アンナ・マデリーナ
- アリア（映画）
- 名探偵コナン 戦慄の楽譜
- 神童（映画）
- ふりむけば愛
- ピアノのムシ
- (秘) 必殺現代版 主水の子孫が京都に現われた 仕事人vs暴走族
- BS1スペシャル「もうひとつのショパンコンクール 〜ピアノ調律師たちの闘い〜」（2015年12月23日、NHK BS1）[25]

近年の作品では「羊と鋼の森」も調律師について書かれている（小説）